# جيروم كينيدي
جيروم كينيدي هو سياسي كندي، ولد في 10 يوليو 1960 في كندا. حزبياً، نشط في حزب المحافظين التقدمي في نيوفندلاند ولابرادور ‏.

## وصلات خارجية
- الموقع الرسمي